# 伊别克斯航空
伊别克斯航空（日語：アイベックスエアラインズ株式会社），一般又简称为Ibex Air/IBEX Air，是一間日本國內線的航空公司，總部設於東京，樞紐機場為仙台機場和大阪國際機場。

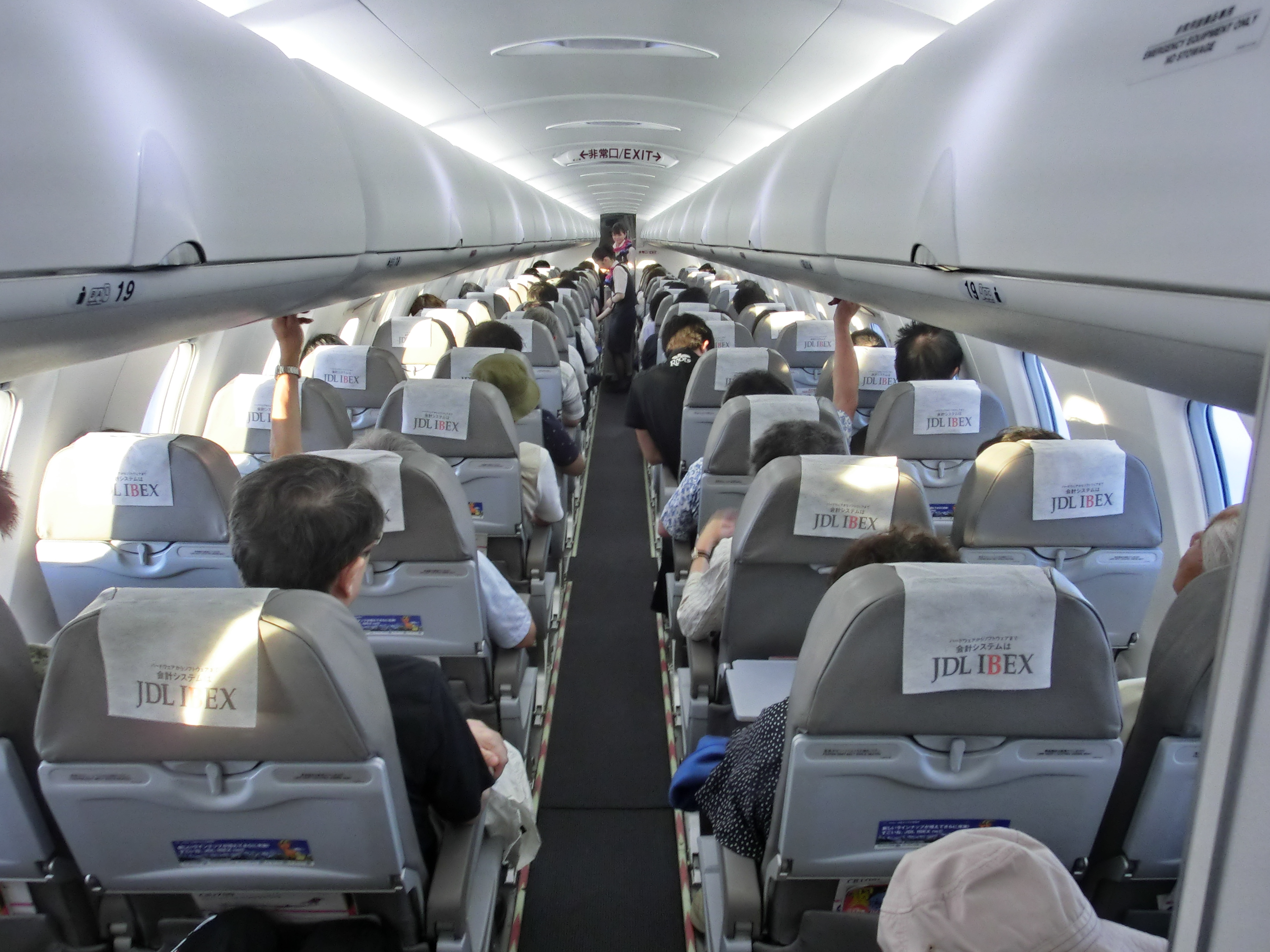
伊别克斯航空機艙風格

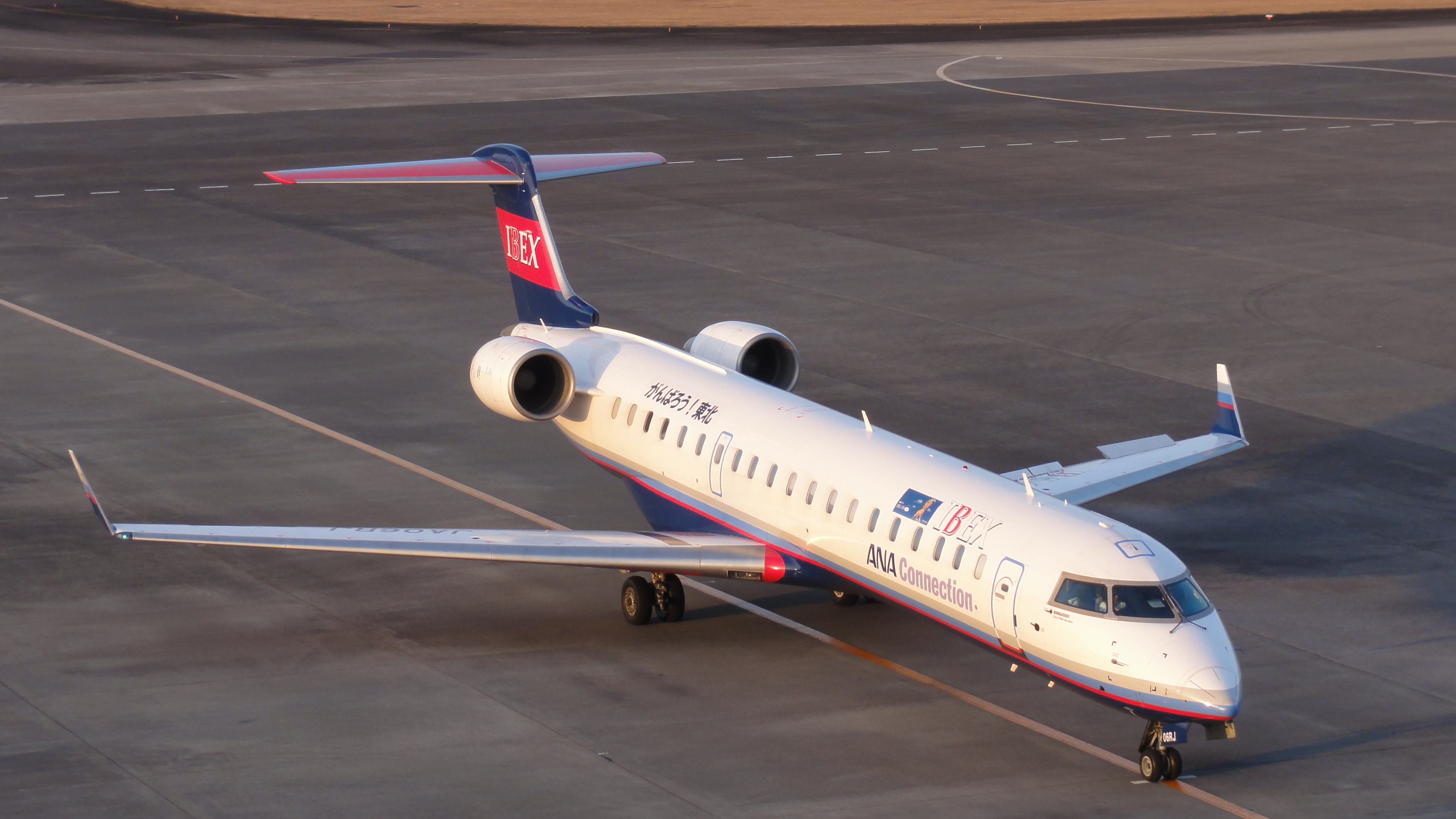
伊别克斯航空龐巴迪CRJ-700NG

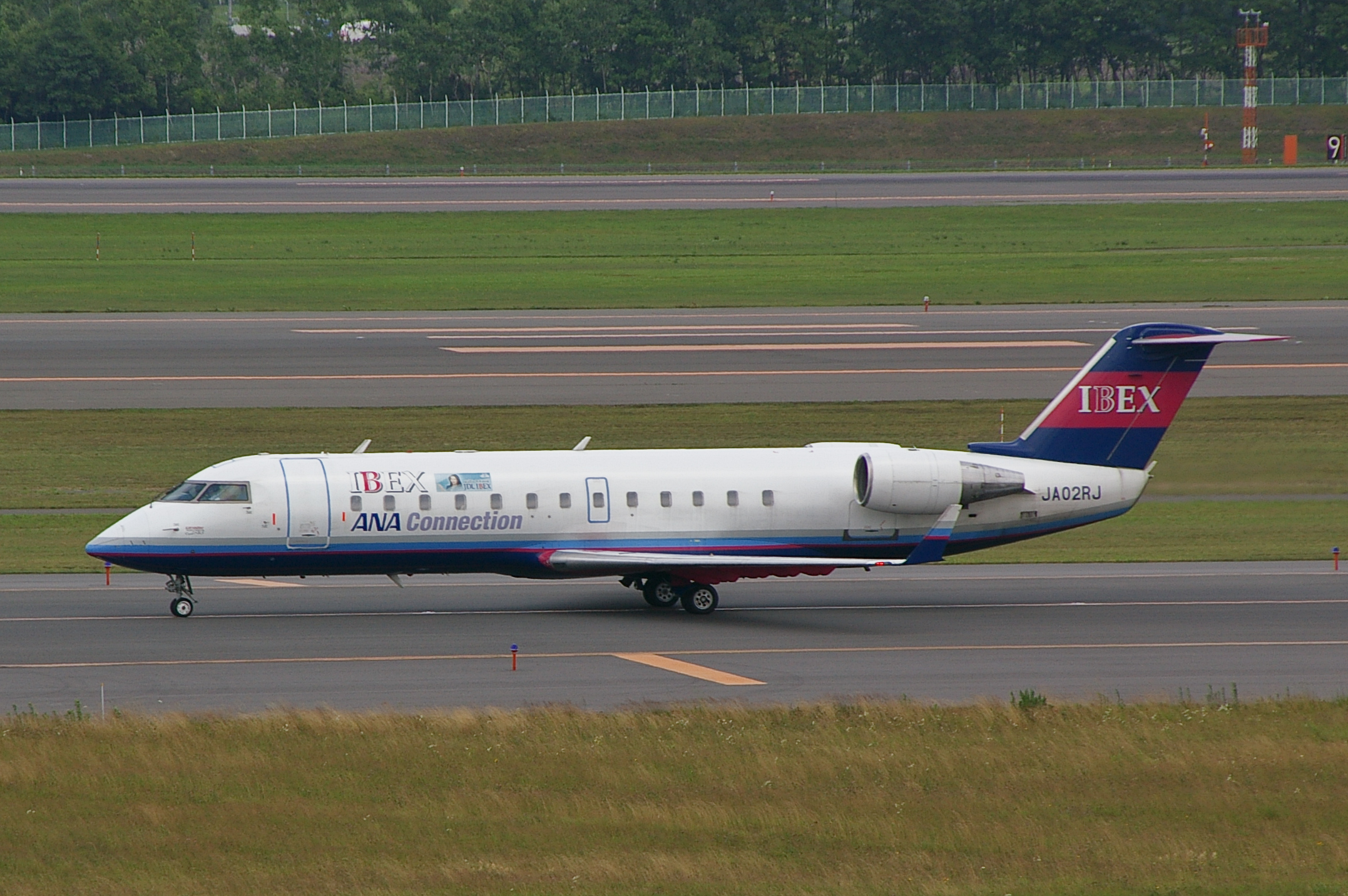
伊别克斯航空龐巴迪CRJ-100LR

## 歷史
伊别克斯航空在1999年1月29日成立，在2000年8月7日以Fair Inc.（日語：フェアリンク）之名開始營運仙台至大阪（關西國際機場）的航線。後來，Fair Inc.和全日空達成合作協定，全日空會為Fair Inc.在維修保養、航機運作、供應職員等方面提供協助。在2004年10月，公司改名為伊别克斯航空。

## 航點
- 大阪（伊丹）-仙台
- 大阪（伊丹）-福島
- 大阪（伊丹）-新潟
- 大阪（伊丹）-福岡
- 大阪（伊丹）-大分
- 大阪（伊丹）-鹿兒島
- 仙台-名古屋（中部）
- 仙台-札幌（新千歲）
- 仙台-廣島
- 仙台-福岡
- 名古屋（中部）-福岡
- 名古屋（中部）-大分
- 福岡-新潟

## 現役機種
- 9架 龐巴迪CRJ-702ER（70席經濟艙）

## 外部連結
- 官方網站（页面存档备份，存于）（日語）
- 機隊資料（英文）